# Gloria Perez
Gloria Maria Ferrante Perez (Río de Janeiro, 25 de septiembre de 1948), más conocida como Gloria Perez, es una autora, escritora, guionista y productora brasileña. En el 2009, ganó el Premio Emmy Internacional a la mejor telenovela por su trabajo en Caminho das Índias. Gloria también se hizo conocida por la madre de la actriz Daniella Perez, que fue asesinada durante la producción de De Corpo e Alma, una novela de su autoría.